# The Christmas Album (Tony Hadley)
The Christmas Album è un album in studio natalizio del cantante britannico Tony Hadley, pubblicato nel novembre 2015.

## Il disco
Il disco, prodotto da Claudio Guidetti e registrato completamente in Italia con musicisti italiani, propone una raccolta di brani natalizi, tra cui un duetto con Nina Zilli nel brano Fairy Tale of New York (cover dei Pogues), altre cover di artisti o gruppi come Chris Rea, Chuck Berry, 'N Sync, East 17 e Train e due inediti, ossia Every Second I'm Away, scritto da Hadley con Guidetti e Annalisa, e Snowing All Over the World, scritto interamente da Hadley.

## Tracce
1. Shake Up Christmas (Pat Monahan, Butch Walker)– 3:45
2. I Believe in Father Christmas (Greg Lake, Sergey Prokofiev, Peter Sinfield) – 3:01
3. Have Yourself a Merry Little Christmas (Ralph Blane, Hugh Martin) – 2:35
4. Santa Claus Is Coming to Town (J. Fred Coots, Haven Gillespie) – 2:56
5. I Don't Want to Spend One More Christmas Without You (Jeffrey B. Franzel, Andrew Fromm, Sandy Linzer) – 3:45
6. Fairy Tale of New York feat. Nina Zilli (Jeremy Finer, Shane MacGowan) 3:55
7. Somewhere Only We Knows (Tom Chaplin, Richard Hughes, Time Rice-Oxley) – 3:27
8. Lonely This Christmas (Michael Donald Chapman, Nicky Chinn) – 3:38
9. Every Second I'm Away (Claudio Guidetti, Tony Hadley, Annalisa Scarrone) – 3:50
10. Let It Snow! Let It Snow! Let It Snow! (Sammy Cahn, Jule Styne) – 2:46
11. White Christmas (Irving Berlin) – 2:02
12. Driving Home for Christmas (Christopher Rea) – 3:20
13. Stay Another Day (Dominic Hawken, Rob Kean, Anthony Michael Mortimer) – 2:22
14. Snowing All Over the World (Tony Hadley) – 3:34
15. Run Run Rudolph (Marvin Brodie, Johnny Marks) – 2:41
16. Ave Maria (Franz Schubert) – 2:23

## Formazione
- Tony Hadley - voce
- Giorgio Secco - chitarra elettrica, slide guitar
- Claudio Guidetti - tastiera, chitarra acustica, chitarra elettrica, chitarra 6 corde, chitarra 12 corde, pedal steel guitar, sintetizzatore, bouzouki, dulcimer
- Luca Scarpa - pianoforte, organo Hammond, Fender Rhodes
- Paolo Costa - basso
- Lele Melotti - batteria, percussioni
- Danilo Madonia - tastiera, pianoforte, programmazione
- Aldo Tagliapietra - sitar, chitarra acustica
- Matthew Lee - pianoforte
- Davide Tagliapietra - tastiera, chitarra, programmazione
- Fabio Moretti - chitarra spagnola
- Daniele Comoglio - sassofono tenore, sassofono soprano
- Stefano Vezzani - flauto, bombarda
- Valentina Parisse, Marco Guarnerio - cori